# Ratzen (Lohsa)

Ratzen bei Lohsa auf einem Messtischblatt von 1889

Ratzen, obersorbisch Radska, war ein Ort im heutigen Landkreis Bautzen in der Nähe von Lohsa, der 1960 für den Tagebau Lohsa devastiert und abgebrochen wurde. An dieser Stelle befindet sich heute ein See, der bis 2013 geflutet wurde.

## Geografie
Ratzen befand sich etwa einen Kilometer östlich von Lohsa. Die größte Stadt in der Umgebung war Wittichenau, weil Hoyerswerda erst später durch die großen Neubaugebiete einen erheblichen Einwohnerzuwachs erfuhr. Wittichenau lag etwa 15 Kilometer von Ratzen entfernt. Der Ort befand sich an der Bahnstrecke Hoyerswerda-Horka, die den Ort in einen nördlichen und einen südlichen Teil gliederte.

## Geschichte
| Jahr | Einwohner             |
| ---- | --------------------- |
| 1777 | 8 Gärtner, 14 Häusler |
| 1825 | 246                   |
| 1871 | 256                   |
| 1885 | 239                   |
| 1905 | 209                   |
| 1925 | 225                   |
| 1960 | 150                   |

Die erste urkundliche Erwähnung stammte von 1343. Wahrscheinlich handelte es sich um eine ältere slawische Siedlung, deren genaues Alter unbekannt ist. Für den Ortsnamen gibt es keine sichere Deutung. Wahrscheinlich geht er auf einen altsorbischen Personennamen zurück. Der Ort wurde 1492 als Ratze erwähnt, es folgen die Namensvarianten Ratzcha 1512, Ratze 1571, Raczen 1592 und im Jahr 1791 Razen. Der heutige Ortsname taucht erstmals 1800 auf.
Im Jahr 1562 ist ein Rittergut belegt, das die Grundherrschaft im Ort ausübte. Im 16. Jahrhundert wurde der Ort nach Lohsa gepfarrt. Die österreichische Lausitz kam nach dem Dreißigjährigen Krieg zu Sachsen. Damit gehörte auch Ratzen zum Königreich Sachsen, genoss aber trotzdem eine gewisse Eigenständigkeit. Interessant und merkwürdig zugleich erweist sich in Ratzens Lokalgeschichte der Umstand, dass der evangelische sächsische Theologe und Magister der Philosophie Karl David Schuchardt, Pfarrer der Oberlausitzer Kirchgemeinde Spremberg von 1747 bis 1781, heute Neusalza-Spremberg, als "Erb-, Lehns- und Gerichtsherr auf Razen, Kolpen, Geißlitz und einem Anteil an Dreiweibern" überliefert wurde".   
Nach dem Befreiungskriegen gegen Napoleon und dem Wiener Kongress kam das sächsische Ratzen zu Preußen. Die Grenze zu Sachsen verlief unweit des Ortes. Um den Rundweiler Ratzen erstreckte sich 1895 eine 1238 Hektar große Block-, Streifen- und Gutsblockflur. Im Jahr 1938 endete die kommunale Selbstständigkeit Ratzens mit seinen beiden Ortsteilen Geißlitz und Kolpen mit der Eingemeindung nach Lohsa. 
Infolge des Zweiten Weltkriegs und den Vertriebenen aus dem ehemaligen Ostgebieten des Deutschen Reiches kamen sehr viele deutsche Flüchtlinge in das sorbische Dorf. Dies hatte große Auswirkungen auf die sorbische Bevölkerung und der Gebrauch des Sorbischen im Alltag ging sehr stark zurück. Nach Kriegsende wurde Ratzen Teil der Sowjetischen Besatzungszone und später der DDR. Die Kreisreform 1952 ordnete die Gemeinde in den Kreis Hoyerswerda (Bezirk Cottbus) ein.
Die ersten Vorarbeiten zum Aufschluss des Tagebau Lohsa begannen bereits 1942. Dazu wurden bis 1944 die Kleine Spree nördlich und westlich von Lohsa sowie die Landstraße Lohsa-Ratzen verlegt. Erst nach dem Zweiten Weltkrieg begannen die ersten Abraumarbeiten und 1952 die eigentliche Kohleförderung. Im Jahr 1958 wurde die Abraumförderbrücke F 34 am Tagebau montiert. Die letzten 150 Bewohner von Ratzen verließen 1960 den Ort. Auch die beiden ehemaligen Ratzener Ortsteile wurden devastiert. Heute finden unregelmäßige Treffen der ehemaligen Bewohner von Ratzen statt. An der Stelle, wo sich früher der Ort befand, steht ein Gedenkstein. Des Weiteren gibt es eine Straße in Lohsa, die an Ratzen erinnert.

## Bevölkerung und Sprache
Für seine Statistik über die sorbische Bevölkerung in der Oberlausitz ermittelte Arnošt Muka in den achtziger Jahren des 19. Jahrhunderts eine Bevölkerungszahl von 249, darunter 245 Sorben (98 %) und nur vier Deutsche. Bis zur Auflösung des Ortes war dieser mehrheitlich sorbischsprachig.